# Воронцов, Игорь Михайлович
И́горь Миха́йлович Воронцо́в (11 апреля 1935, Ленинград — 1 марта 2007, Санкт-Петербург) — советский и российский педиатр, доктор медицинских наук, профессор, заведующий кафедрой педиатрии ФПК и ПП Санкт-Петербургской государственной педиатрической медицинской академии.
Заслуженный деятель науки Российской Федерации, президент регионального отделения Союза педиатров России в Санкт-Петербурге, член Исполкома Союза педиатров России, почетный академик Международной академии интегративной антропологии, действительный член Королевской Коллегии Врачей Великобритании (RCP Edinburgh).
Главный внештатный специалист-педиатр Главного управления здравоохранения Ленгорисполкома, позже Комитета по здравоохранению Санкт-Петербурга, главный педиатр Северо-Западного федерального округа, член редакционных советов нескольких центральных педиатрических журналов и книжной серии «Социальная педиатрия».
Коренной петербургский интеллигент, житель блокадного Ленинграда.

## Биография
По рассказу самого Игоря Михайловича, его отец Михаил Александрович Левиев (1898—1937) был крупным советским чиновником Наркомата текстильной промышленности. Незадолго до появления сына он почувствовал опасность скорого ареста. Чтобы не навлечь на семью беды, Михаил Александрович развелся с женой Елизаветой Алексеевной Воронцовой и стал жить отдельно. По времени это совпало с известным делом «Антисоветского объединенного троцкистско-зиновьевского центра». Один из главных фигурантов по этому делу Г. Е. Зиновьев был арестован 16.12.1934 г. Вскоре, после рождения сына арестовали и М. А. Левиева. Следствие по делу отца велось довольно долго. Очевидно, первоначально он был осужден к длительному сроку заключения, поскольку его этапировали в Ижевск. Михаила Александровича расстреляли в конце 1937 г. Он был реабилитирован одним из первых, в 1953 г., — вскоре после смерти Сталина. Правда, сын об этом узнал много лет спустя.
Елизавете Алексеевне Воронцовой пришлось воспитывать сына одной, зарабатывая на жизнь бухгалтером в гостинице «Астория». Начало учёбы в школе у Воронцова совпало с суровыми блокадными годами. Он пошёл в первый класс осенью 1943 г., после изнуряющей второй блокадной зимы. Воспоминаниями о тех страшных и, вместе с тем, очень важных для него годах он сам как-то поделился:

«…В детсаду давали жареный хлеб с касторовым маслом, иногда даже конфеты — их крошили кусочками…Бабушка вскоре умерла, мама работала почти круглые сутки, а по ночам тушила зажигалки на крыше. Я бегал по улицам в такое же детской стайке и абсолютно точно знал, что любой взрослый человек на улице мой родитель. Я приходил в коммунальную квартиру, где жили пять семей, и каждый старался меня приласкать и прикормить хоть какой-то крохотулькой сухарика. И я плохо отличал — кто родственник, а кто нет. И точно также я помню своё отношение — как мы, ребята, старались во всём помочь старушкам, которые выходили к нам во двор».— 
Ещё школьником, после войны Воронцов увлекся радиолюбительством. Он сам конструировал и собирал радиоаппаратуру, стал спортсменом-коротковолновиком. В этом качестве принимал участие в соревнованиях, в том числе и международных, на которых нередко занимал призовые места. К моменту получения аттестата о среднем образовании успел окончить радиошколу и мотошколу, почти профессионально овладел фотографией, увлекался музыкой, писал стихи.
В 1953 г., с окончанием школы Воронцов оказался перед сложным выбором, где учиться дальше. Хотелось успеть везде. Он всерьез рассматривал и Политехнический институт, и Литературный. Но выбор пал на Первый медицинский (1-й ЛМИ). С медициной он успел познакомиться на собственном опыте пациента, и она всерьез его увлекла. Успешно сдав вступительные экзамены, неожиданно перед самым зачислением он был вызван к ректору, профессору А. И. Иванову, где услышал, что не может стать врачом, поскольку является сыном осужденного врага народа, о чём сам же и указал в автобиографии. Не особенно рассчитывая на успех, Воронцов забрал документы и справку о сданных вступительных экзаменах и отправился в Педиатрический медицинский институт. Руководителем института в те годы была Нина Тимофеевна Шутова, которая иначе смотрела на подобные вопросы. Так И. М. Воронцов и оказался студентом-педиатром. Интересно, что через год, когда после смерти Сталина и расстрела Берия с его ближайшими соратниками, политическая конъюнктура в стране стала быстро меняться, профессор А. И. Иванов вспомнил о Воронцове, предложив ему перевестись на второй курс своего института. Игорь Михайлович лишь поблагодарил ректора за то, что тот невольно помог ему найти своё настоящее призвание.

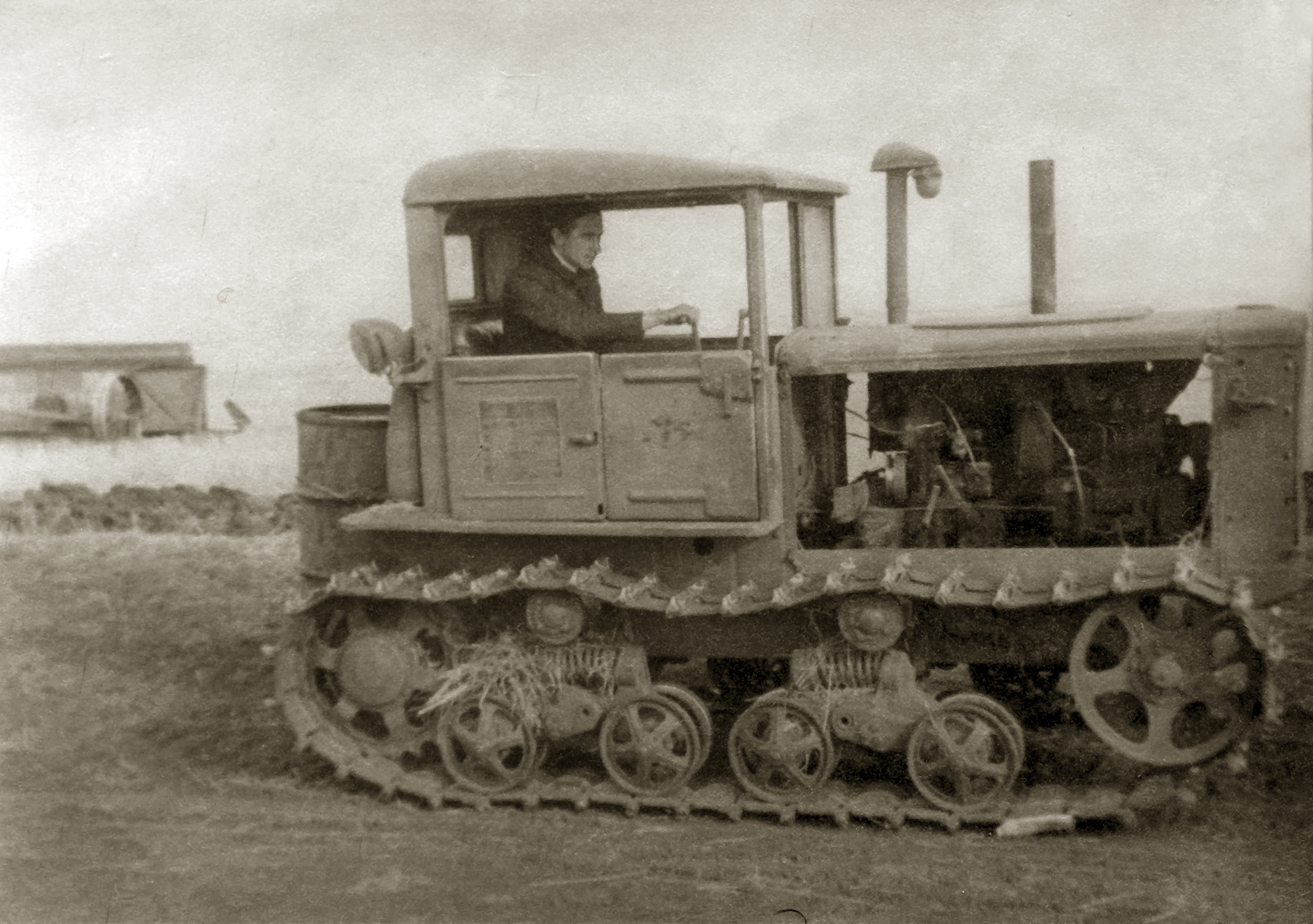
Студент ЛПМИ И. М. Воронцов на целине за штурвалом трактора ДТ-54. Кустанайская обл. 1957 г. Архив Л. Н. Михальчук.

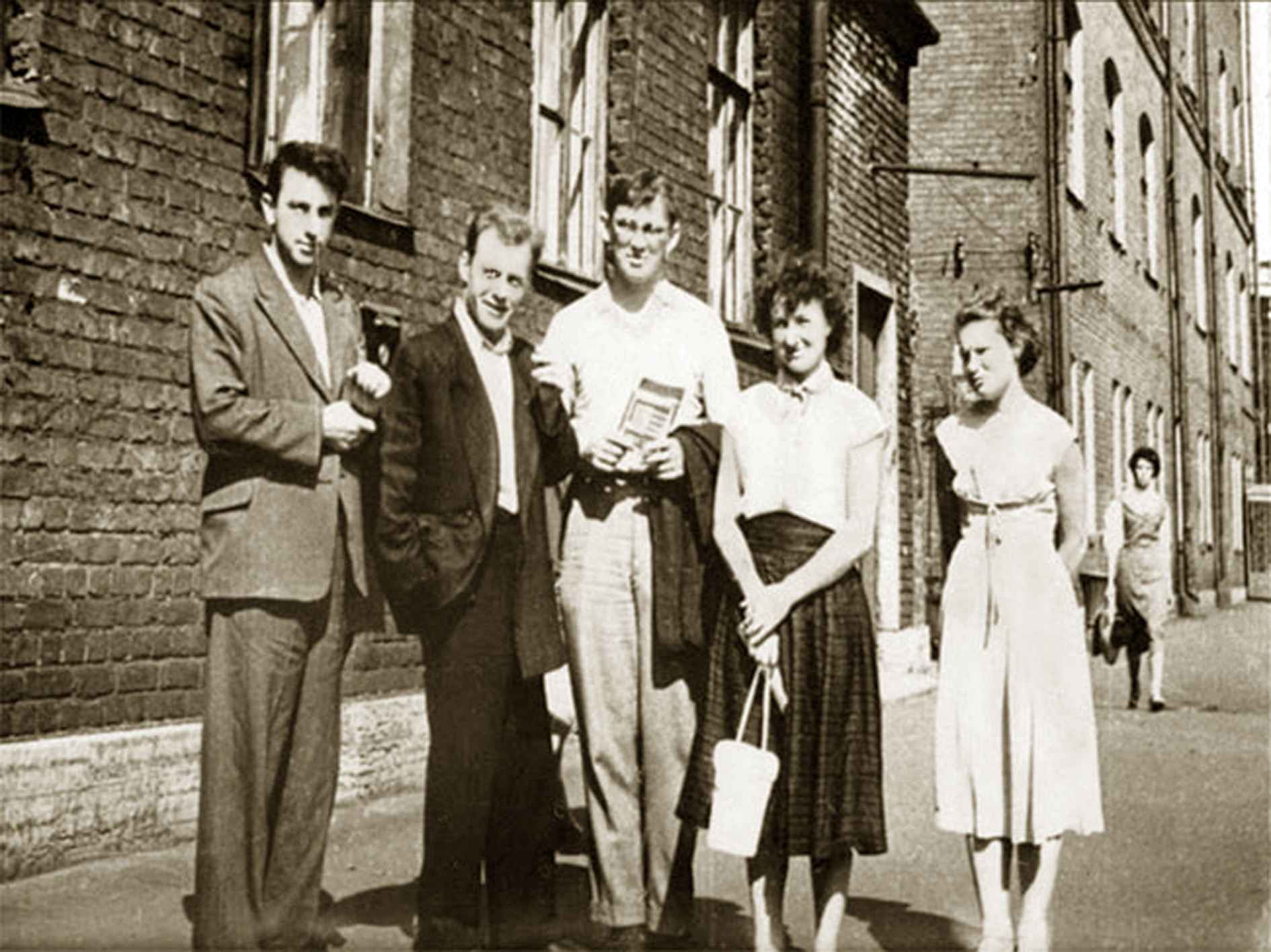
И. М. Воронцов (слева) с товарищами у входа в ЛПМИ со стороны Литовской ул. В центре Н. П. Шабалов. 1959 г.

С первых дней учёбы в институте товарищи по группе увидели в Воронцове своего лидера. Он заметно отличался эрудицией, глубокими познаниями в разных областях науки, истории, литературы и искусства. Владел четырьмя европейскими языками. Единодушно он был избран старостой группы и оставался им все студенческие годы. Все это не мешало Игорю Михайловичу отлично учиться, активно работать в студенческом научном обществе сначала на кафедре химии, затем педиатрии, ездить в составе студенческих отрядов на целину, заниматься спортом.
Игорю Михайловичу чрезвычайно повезло с учителями. Его студенческие годы совпали с пиком творчества таких корифеев педиатрии, как академик Михаил Степанович Маслов. Воронцову посчастливилось услышать его знаменитые лекции по факультетской педиатрии, изданные позже отдельным тиражом. Здесь преподавали профессора: Александр Моисеевич Абезгауз, Эммануил Иосифович Фридман, Аркадий Борисович Воловик, Михаил Георгиевич Данилевич.
Главным же учителем Воронцова на многие годы стал академик Александр Фёдорович Тур. В 1959 г., с окончанием института именно на его кафедру госпитальной педиатрии Игорь Михайлович пришёл сначала клиническим ординатором, а затем был оставлен в аспирантуре. В эти годы деятельность в клинике он успешно совмещал с работой врачом детской неотложной помощи.
Защитив кандидатскую диссертацию по клинико-биохимической характеристике острых лейкозов у детей, Воронцов был зачислен ассистентом на кафедру госпитальной педиатрии с тем, чтобы уже в 1967 г. быть избранным доцентом на родственную кафедру пропедевтики детских болезней. Возглавлял её заслуженный деятель науки РФ 75-летний профессор А. Б. Воловик, который перед выходом на покой подыскивал себе достойного преемника. Его выбор пал на молодого, но талантливого кандидата медицинских наук. В 1970 г. А. Б. Воловик посчитал свою задачу выполненной и оставил кафедру, передав её в надежные руки доцента Воронцова.

### Кафедра пропедевтики детских болезней

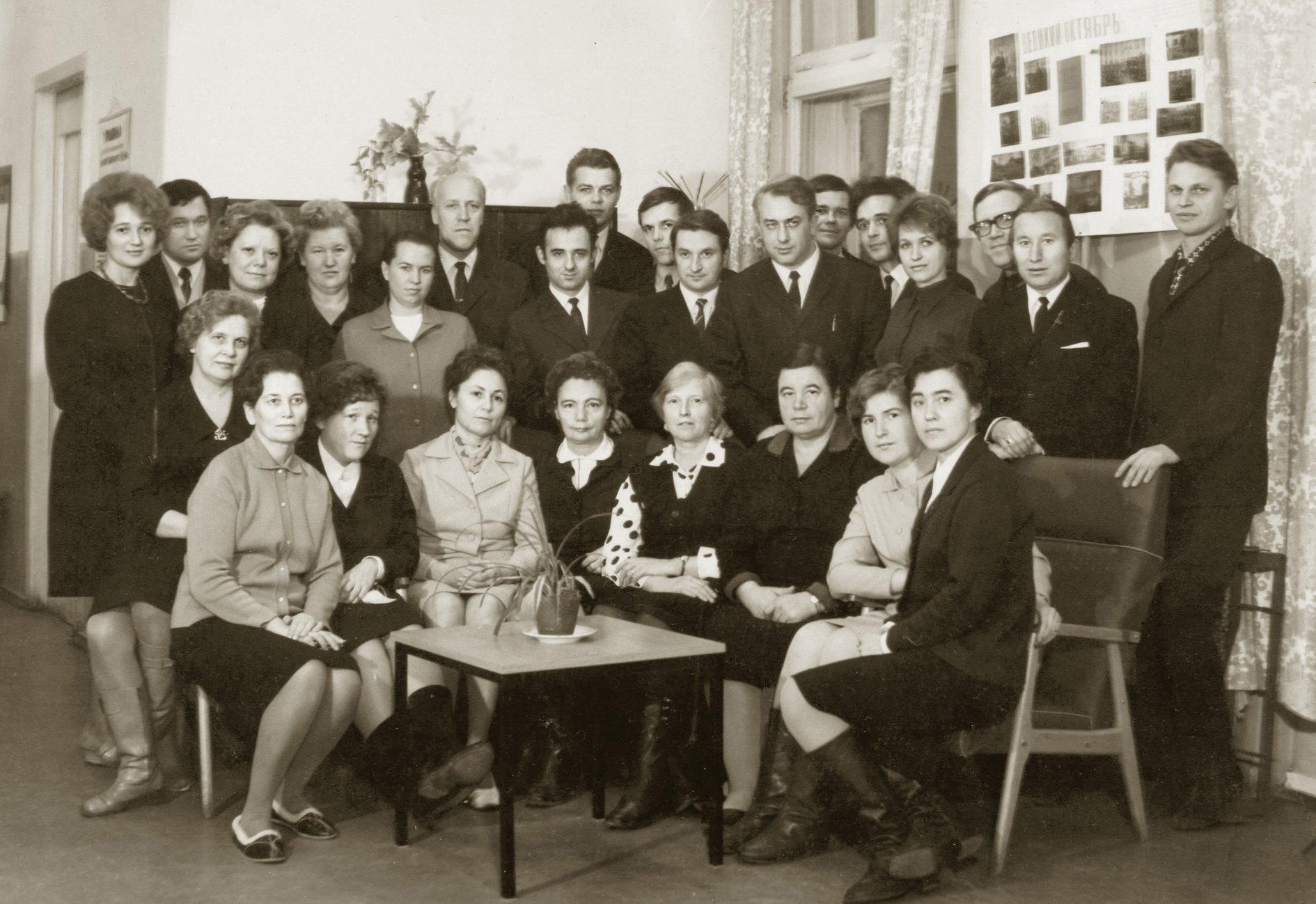
И. М. Воронцов с сотрудниками кафедры пропедевтики детских болезней ЛПМИ, 1972 г. I ряд, слева: Ананьина Н. В., Смердова Т. В., Резник В. И., Куренская Н. М., Васильева Л. Т., Павлова А. К., Старовойтова Г. А., Давиденкова Н. С. Стоят, слева: Белякова В. И., Малкова Т. И.(5), Зисельсон А. Д.(7), за ним — Савченко Б. Н., Юрьев В. В., Воронцов И. М., Андрезен В. П., за ней — Зеленкевич В. Г., Пуринь В. И.(в очка), Болдырев Р. В.(крайний). Архив Л. Н. Михальчук.

Трудность, с которой на первых порах столкнулся И. М. Воронцов, заключалась в том, что он оказался одним из самых молодых сотрудников кафедры. Многие из подчиненных ещё недавно были его преподавателями и наставниками. Сознавая всю степень ответственности, которую он принял на себя, Игорь Михайлович долго сомневался, сможет ли стать лидером кафедры, где его предшественник задал настолько высокую планку, что достигнуть её было дано далеко не каждому. Его сомнения развеял профессор А. В. Мазурин, которому удалось объективно взглянуть на ситуацию со стороны. И действительно, хотя часть ассистентов преклонных лет ушла, подавляющее большинство сотрудников приняло И. М. Воронцова сразу и безоговорочно. Главную свою задачу он видел в подборе кадрового состава кафедры. В начале карьеры у него ещё не могло быть собственных учеников, поэтому основную ставку он сделал на своих ровесников, успевших зарекомендовать себя прежде всего в качестве ярких клиницистов. Опорой Игоря Михайловича в эти годы стали: В. В. Юрьев, В. И. Резник, Н. В. Ананьина, В. И. Пуринь, А. Я. Пучкова, А. Д. Зисельсон, Р. В. Болдырев. Несколько позже на кафедру пришли: А. В. Харчев, Н. М. Летенкова, Д. С. Коростовцев, А. С. Симаходский, Н. И. Витина и многие другие.
Окружив себя единомышленниками, Игорь Михайлович выступил идеологом и организатором создания первых в Ленинграде специализированных отделений сначала детской гематологии и нефрологии, затем детской аллергологии и кардиоревматологии. Идея была воплощена в жизнь в Детской городской больнице № 2 (им. Крупской) и позже повторена в Детской городской больнице № 1. Сотрудники Воронцова на протяжении многих лет занимали лидирующие позиции в этих больницах, ставших базами кафедры пропедевтики детских болезней. Кстати, к созданию первой за годы советской власти многопрофильной детской городской больницы № 1 И. М. Воронцов имел самое непосредственное отношение. Ему принадлежит одна из ключевых ролей в разработке организационной концепции стационара, формировании коллективов педиатрических отделений и служб больницы, профессиональной подготовке и переподготовке многих врачей больницы. В ДГБ № 1 вместе с профессором Александром Борисовичем Зориным Игорь Михайлович стоял и у истоков создания первого в Ленинграде кардиохирургического отделения для детей с врожденными аномалиями сердца.
В 1979 г. И. М. Воронцов оказался причастным к организации межведомственной лаборатории «Автоматизированные системы в педиатрии». Совместно с профессорами Э. К. Цыбулькиным и Е. В. Гублером и при участии сильной инженерной группы был создан Детский реанимационно-консультативный центр (РКЦ). Реализованная центром в масштабах города система принятия решений на основе вероятностных расчетов исходов заболеваний позволила спасти десятки детских жизней. В СССР система РКЦ получила широкое распространение и в настоящее время успешно функционирует в ряде городов России.
Оценив все перспективы информационных технологий и не оставляя своей основной работы, в начале 80-х годов Игорь Михайлович прошёл курс обучения у академика В. М. Ахутина в Ленинградском Северо-Западном политехническом институте по совершенно новой тогда специальности 0608 «Биологическая и медицинская кибернетика». С этого момента сотрудничество с В. М. Ахутиным стало носить постоянный характер.
С 1983 года совместно с коллективом ОКБ БИМК под руководством В. М. Ахутина и В. В. Шаповалова Воронцовым были разработаны и внедрены автоматизированные системы для массовых профилактических осмотров детей — «АСПОН-Д». Как и РКЦ, «АСПОН-Д» стал непрерывно развивающейся системой, что обеспечило его конкурентоспособность на многие годы. В наши дни комплекс востребован в большинстве регионов страны. В числе авторов комплекса «АСПОН-Д» Игорь Михайлович стал лауреатом премии Правительства СССР.
На кафедре направление автоматизированных систем управления в педиатрии возглавил будущий преемник Игоря Михайловича на посту заведующего — Вячеслав Григорьевич Часнык.

### Кафедра детских болезней № 3
В 1986 году после ввода нового лечебно-учебного корпуса на территории института было принято решение реорганизовать подготовку врачей-педиатров. Вместо классических трех кафедр педиатрии (пропедевтики детских болезней, факультетской и госпитальной) стало четыре: пропедевтики и трех равнозначных кафедр детских болезней. Кафедры госпитальной и факультетской педиатрии были преобразованы соответственно в № 1 и № 2, а новую кафедру, получившую название детских болезней № 3 было решено сформировать путём разделения кафедры пропедевтики детских болезней. В результате реорганизации, кафедру пропедевтики возглавил профессор Владимир Владимирович Юрьев, а кафедру детских болезней № 3 — И. М. Воронцов. Коллектив же прежней кафедры разделился пополам.
Теперь большую часть новых вакансий заняли ученики Воронцова: Г. А. Новик, Н. В. Слизовский, Е. Е. Грысык, Е. В. Барышек, К. С. Быстрова, И. В. Макарова, Г. А. Копытов, А. Ф. Богатырев, И. А. Кельмансон, А. В. Адрианов и др., хотя пополнилась кафедра и испытанными сотрудниками старшего поколения: вернулась на кафедру после многих лет заведования кафедрой педиатрии в Архангельском медицинском институте доцент А. Я. Трубина, работавшая здесь ещё при А. Б. Воловике. Под руководством Игоря Михайловича кафедра продолжила развитие таких направлений педиатрии, как кардиоревматология, аллергология, иммунология, кардиология, в том числе аритмология и многие другие.
Рабочий день Игоря Михайловича был чрезвычайно насыщен. Он складывался из консультации тяжелых и проблемных больных в клиниках кафедры, лекций студентам, выступлений перед практикующим врачами города, работы главного педиатра, участия в работе различных конгрессов и конференций, заседаний кафедры или ученого совета и т. д. Везде, где только появлялся Игорь Михайлович, он становился центром пристального внимания. С неослабевающим интересом его слушали все, от студента 4-го курса до самого опытного профессора. Говорил он негромко, но речь его завораживала своей абсолютной ясностью и строгой аргументированностью. Сам он как-то признался одному из учеников: «Громкий голос не слышат, к тихому прислушиваются».

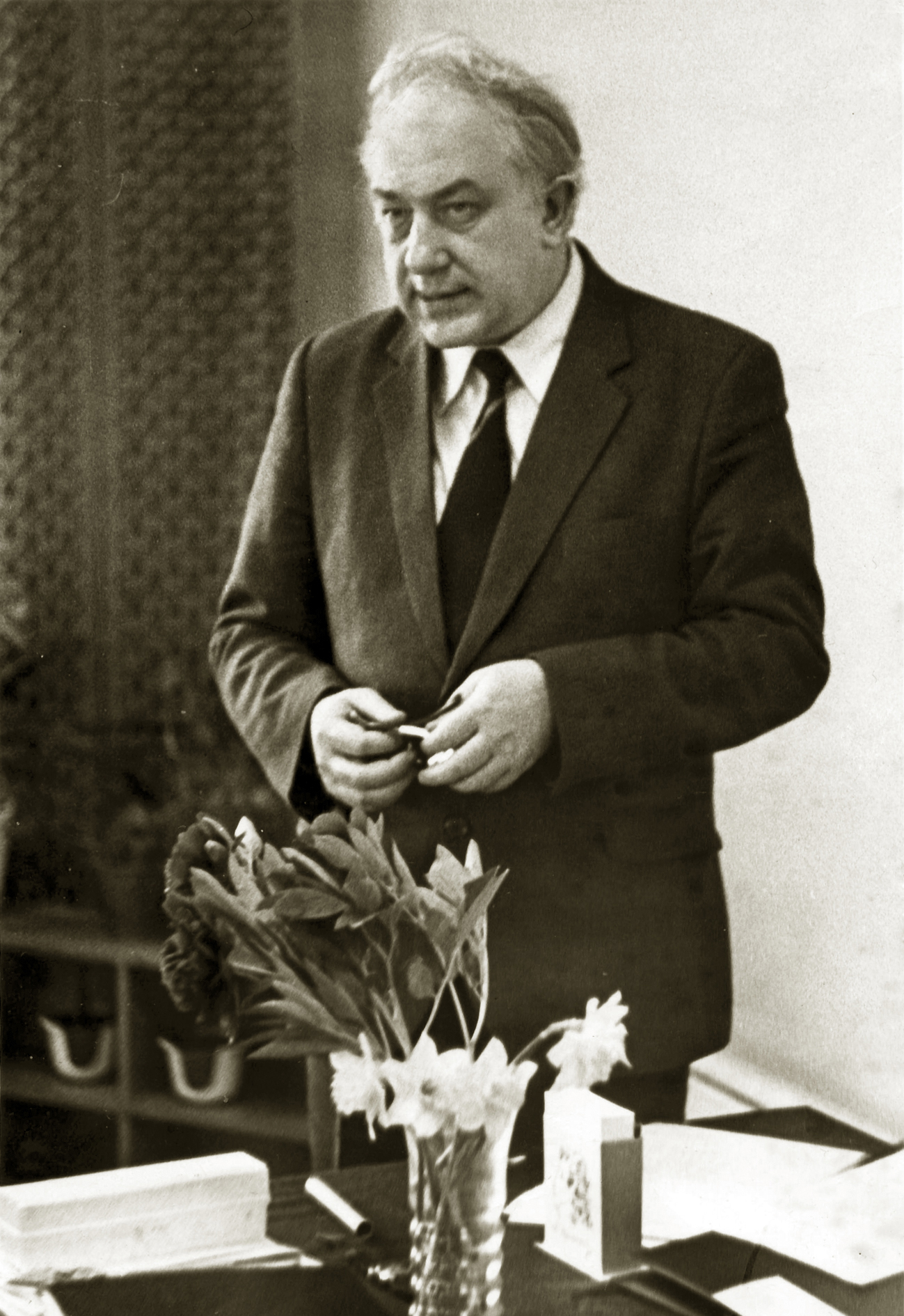
Профессор И. М. Воронцов. 80-е годы. Архив Л. Н. Михальчук.

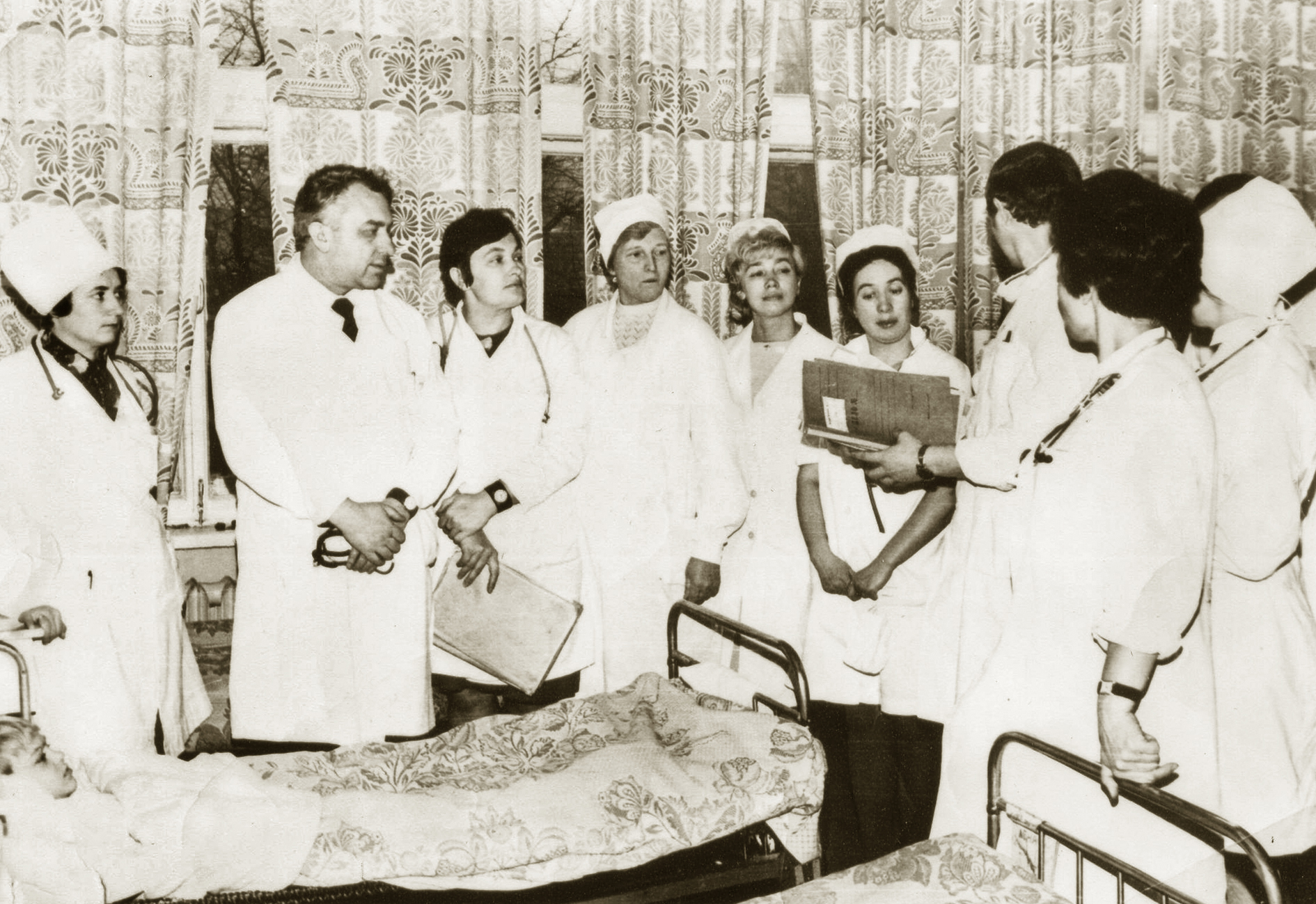
Обход профессора И. М. Воронцова в клинике кафедры. Архив Л. Н. Михальчук.

В эти годы кафедра под руководством Воронцова была вынуждена заняться совершенно новой для себя проблемой — организацией медицинской помощи детям, проживавшим в зоне заражения радионуклидами в результате аварии в 1986 г. на атомной Чернобыльской станции, а также изучением влияния этого заражения на здоровье детей.
Огромное значение Игорь Михайлович придавал постдипломному образованию врачей. Его кафедра всегда пользовалась популярностью у интернов и клинических ординаторов. Каждый из них на всем протяжении обучения имел своего куратора из числа ассистентов и доцентов кафедры, но главное — практически неограниченные возможности для контактов с самим профессором Воронцовым.
В 1991 году по инициативе Воронцова впервые на кафедре в рамках факультета усовершенствования врачей (ФУВ) был организован цикл занятий для врачей-кардиоревматологов. Возможно, тогда Игорь Михайлович ещё не предполагал, что спустя годы это выльется в организацию ещё одной кафедры.

### Кафедра педиатрии факультета повышения квалификации и профессиональной переподготовки
После трагической смерти в августе 2002 г. заведующего кафедрой факультетской педиатрии А. В. Папаяна, которым так же, как и Воронцовым, в 90-е годы был организован ФУВ, только по детской нефрологии, руководство института приняло решение слить два цикла ФУВ в единую кафедру под руководством проф. И. М. Воронцова. В январе 2003 г. Игорь Михайлович передал руководство кафедрой госпитальной педиатрии (так с января 2002 г. называлась кафедра детских болезней № 3) профессору Вячеславу Григорьевичу Часныку, а сам возглавил вновь образованную кафедру педиатрии факультета повышения квалификации и профессиональной переподготовки (в настоящее время — факультет послевузовского и дополнительного профессионального образования) в составе двух циклов: кардиоревматологии и нефрологии.
В этой должности Воронцов находился до дня своей смерти, последовавшей после фатальной болезни 1 марта 2007 г.
Игорь Михайлович оставался верен себе до конца. Уже будучи тяжело больным, он глубоко переживал за судьбу детского здравоохранения. Вместе с профессором Н. П. Шабаловым от имени Союза педиатров Санкт-Петербурга он обратился к Президенту России с призывом воспрепятствовать разрушению всего того, что было сделано за годы советской власти и сохранить доказавшую свою безупречность государственную систему охраны здоровья детей.
Похоронен Игорь Михайлович Воронцов на Волковском православном кладбище в Санкт-Петербурге.
Его преемником на посту заведующего кафедрой педиатрии факультета послевузовского и дополнительного профессионального образования стал ученик, профессор Геннадий Айзикович Новик.

## Общественная деятельность
- Проректор Санкт-Петербургской государственной педиатрической медицинской академии;
- В 1978—1995 гг. — главный педиатр Управления здравоохранения Ленинграда/Санкт-Петербурга;
- Председатель Аттестационной комиссии по педиатрии;
- Главный педиатр Северо-Западного федерального округа;
- В 1988—1991 гг. — председатель «Комиссии по возрастной нормологии» при МЗ СССР, впервые в истории страны сформировавшей варианты межрегионального стандарта физического развития детей СССР;
- Возглавлял Союз детских врачей Санкт-Петербурга;
- Состоял в исполкоме Союза педиатров России;
- Состоял в общественном совете Санкт-Петербурга;
- Почетный академик Международной академии интегративной антропологии[5];
- Действительный член Королевской Коллегии Врачей Великобритании (RCP Edinburgh)[6];
- Член редакционных советов нескольких центральных педиатрических журналов и книжной серии «Социальная педиатрия».

Владел английским, французским, испанским, итальянским языками.

## Наследие
- Изучал клинику, биохимию и эпидемиологию острых лейкозов у детей. Стал одним из организаторов специализированного гематологического отделения в составе многопрофильной детской больницы;
- Совместно с коллегами дал первые российские описания таких заболеваний, как первичная эритробластопения, анемия Фанкони и Эстрен-Дамешека, транзиторный острый лейкоз при болезни Дауна, а также ряда атипичных по цитологии форм острого лейкоза у детей;
- Впервые применил когортный анализ[30], в частности метод «усечённых когорт»[31] для изучения сдвига заболеваемости в детской популяции в зависимости от перинатального или постнатального приложения эпидемиологического фактора. При этом в 1964 году, впервые высказал предположение, подтвержденное впоследствии, о влиянии реактивных иммунологических и биохимических сдвигов на формирование наиболее злокачественного течения острого лейкоза у детей, предложив выделять гипо- и гиперреактивные формы его течения.
- В развитие этого направления, в 1971 году показал эпидемиологическую взаимосвязь акцелерации с заболеваемостью детей острыми лейкозами и болезнями аутоиммунной природы. При этом выдвинул концепцию патогенетической роли ростовой стимуляции, включая и нутритивно обусловленную, в формировании нестабильности ДНК и повышении риска канцерогенеза (острые лейкозы), и аутоиммунной агрессии (ювенильный ревматоидный артрит);
- Впервые в СССР (1973 год) разработал центильные нормативные шкалы физического развития детей[32]. Связал темпы индивидуального онтогенеза с ускорением или замедлением жизненного цикла, что стало фундаментальной основой для разработки принципов диетологии развития, в частности для рекомендаций максимального по длительности грудного вскармливания и ограничения на введение инсулин-стимулирующих прикормов;
- Первым обратил внимание на то, что учащение вариантов дисгармонического роста и созревания детей при акцелерационных сдвигах может быть фактором, изменяющим клиническую картину некоторых болезней и даже вероятности их возникновения. Творчески развил учение М. С. Маслова об аномалиях конституции. Связал с акцелерационными процессами резкое возрастание частоты лимфатизма у детей, назвав это состояние «макросоматическим лимфатизмом»;
- Одним из первых стал рассматривать рахит как полиэтиологическое состояние, приводящее к нарушению развития костной ткани. Стал автором методических писем МЗ СССР с рекомендациями на применение малых доз витамина «Д» для профилактики и лечения рахита, тем самым существенно снизил заболеваемость гипервитаминозом «Д» в стране.
- Совместно с отделом иммунологии Института экспериментальной медицины и коллективом своей кафедры разработал комплекс иммунологических методов для диагностики и мониторинга течения ревматических и хронических неспецифических заболеваний соединительной ткани у детей. Обосновал целесообразность использования средств иммуномодулирующей терапии в лечении ювенильного ревматоидного артрита, увеитов ревматоидной и симпатической природы, системной красной волчанки и других заболеваний соединительной ткани у детей;
- Показал, что при таких системных васкулитах у детей, как болезнь Вегенера и некоторых вариантах узелкового периартериита возможно моноциклическое острое течение. Эти заболевания могут давать выздоровление при адекватной агрессивной терапии иммунодепрессантами;
- Вместе с сотрудниками своей кафедры одним из первых поставил проблему антифосфолипидного синдрома у детей как фактора, отягчающего течение многих ревматических, соматических и инфекционных заболеваний.
- Участвовал в развитии современных технологий оперативного лечения врожденных заболеваний сердца и инвазивных методов диагностики нарушений ритма сердца у детей;
- Вместе со своими сотрудниками впервые в СССР создал единую эшелонированную детскую аллергологическую службу, включающую в себя сеть амбулаторных аллергологических кабинетов, специализированные бригады скорой медицинской помощи, специализированные аллергологические отделения многопрофильных стационаров, аллергологические лаборатории, детский аллергологический санаторий;
- Выступал последовательным противником широкого применения глюкокортикоидных гормонов в практике поддерживающей терапии бронхиальной астмы у детей. Вместе со своими сотрудниками дал описание неспецифического субклинического синдрома пищевой аллергии у детей раннего возраста; при изолированной пищевой сенсибилизации описал становление и высокую управляемость «бронхиальной астмы второй мишени»; описал «пищевую зависимость» в клинике ревматических и инфекционных заболеваний у детей, как форму иммунологической реминисценции о пищевой аллергии, наблюдавшейся в раннем детском возрасте.
- Оказался лидером в области применения информационных технологий в клинической педиатрии. Разработал стройную концепцию принятия решения на основе вероятностных расчетов существования скрытых и развития нежелательных, в том числе угрожающих состояний. Участвовал в создании и внедрении автоматизированных диагностических комплексов РКЦ и «АСПОН-Д»;
- Изучал нормологию развития детей, стал одним из пионеров валеологической концепции в педиатрии и педологии;
- Вместе с сотрудниками кафедры и лабораторией генетики Педиатрической Академии изучал истоки артериальной гипертензии и метаболического синдрома в детском возрасте. Было показано ведущее значение окружающей среды, питания и темпов роста в ранние периоды жизни, как ключевых факторов модификации онтогенеза, создающего высокий риск формирования метаболического синдрома уже в детстве и продолжающего последовательно прогрессировать в последующей жизни, а также выделены несколько генетических маркеров, позволяющих прогнозировать отдельные особенности поражения сердечно-сосудистой системы.
- Создал концепцию управления развитием ребёнка или «инженерию фенотипа» через так называемую «педиатрию ма́ксима»: оптимальное питание (современная нутригеномика); обогащенная среда; стимуляция развития; поддержка всех механизмов бондинга и психологической защиты[33];
- Подготовил около 90 кандидатов медицинских наук, 20 докторов медицинских наук.

## Семья
Жена — Наталия Викторовна Воронцова — врач-патологоанатом.
- Дочь: Анна Игоревна (род. 1963) — врач;

Жена — Галина Михайловна Воронцова — врач-офтальмолог.
- Сын: Игорь Игоревич (род. 1973) — специалист по защите прав ребёнка, работает в Европе;

Жена — Ольга Александровна Маталыгина — к.м.н., профессор кафедры пропедевтики детских болезней СПбГПМУ.
- Дочь: Евгения Игоревна (род. 1985) — специалист по маркетингу.

Сын: Алексей Игоревич Лебединский (род. 1968) — «профессор Лебединский», шоумен, автор-исполнитель, фотохудожник;
Сын: Дмитрий Игоревич Марьясов (род. 1970) — специалист по стратегии финансовых предприятий.

## Избранные труды
И. М. Воронцов является автором 14 монографий, 2 учебников и более 250 печатных работ в научных медицинских журналах. Имел 17 авторских свидетельств и 2 патента на изобретения. Ниже приводится небольшая часть его работ:
- Воронцов И. М. Полярографический фильтратный тест брдичка и сульфгидрильные группы сыворотки крови при остром лейкозе и некоторых других заболеваниях у детей : Автореферат дис. на соискание учен. степени кандидата мед. наук. — ЛПМИ. — Л., 1965. — 11 с.
- Воронцов И. М. К вопросу о роли конституционального и экзогенных факторов в изменениях заболеваемости острыми лейкозами у детей : (Клинико-эпидемиол. исследование по материалам г. Ленинграда и Ленинградской обл.) / Автореф. дис. на соискание ученой степени докт. мед. наук. — ЛПМИ. — Л., 1975. — 39 с.
- Воронцов И. М., Курачева Н. А., Миронович В. К. Острый лейкоз у детей / Под ред. д. чл. АМН СССР, проф. А.Ф. Тура. — Л.: Медицина. Ленингр. отд-ние, 1972. — 253 с.

- Воронцов И. М. Вопросы иммунофизиологии и иммунопатологии детского возраста. — ЛПМИ. — Л., 1976. — 140 с.
- Клиорин А. И., Логаткин М. Н., Воронцов И. М. и др. Справочник по детской диететике / Под ред. И. М. Воронцова,, А. В. Мазурина. — Л.: Медицина. Ленингр. отд-ние, 1977. — 343 с.
- Зисельсон А. Д. Аллергические заболевания у детей : Учеб.-метод. пособие / Под ред. И. М. Воронцова. — ЛПМИ. — Л., 1979. — 72 с.
- Клиорин А. И., Воронцов И. М., Мазурин А. В. и др. Справочник по детской диететике / Под ред. И. М. Воронцова, А. В. Мазурина - 2-е изд., доп. и перераб. — Л.: Медицина. Ленингр. отд-ние, 1980. — 415 с.
- Вопросы клиники и иммунопатологии ревматических и аллергических заболеваний у детей :  / Ленингр. педиатр. мед. ин-т, сб. трудов; Под ред. И.М. Воронцова. — ЛПМИ. — Л., 1982. — 104 с.
- Маталыгина О. А., Воронцов И. М. Диагностика и лечение пищевой аллергии у детей : Метод. рекомендации / М-во здравоохранения РСФСР. — Л., 1982. — 21 с.
- Вычислительная диагностика в практике экстренной и специализированной помощи в педиатрии : Сб. науч. труд. Ленингр. педиатр. мед. ин-та  под ред. И.М. Воронцова, Е.В. Гублера. — ЛПМИ. — Л., 1984. — 135 с.
- Мазурин А. В., Воронцов И. М. Пропедевтика детских болезней. — Л.: Медицина, 1985. — 432 с.
- Воронцов И. М. Закономерности физического развития детей и методы его оценки : Учебно-методическое пособие. — ЛПМИ. — Л., 1986. — 55 с.
- Воронцов И. М., Маталыгин О. А. Болезни, связанные с пищевой сенсибилизацией у детей. — Л.: Медицина. Ленингр. отд-ние, 1986. — 270 с.
- Воронцов И. М. Диагностика и лечение пищевой аллергии у детей : Учебно-метод. пособие. — ЛПМИ. — Л., 1986. — 67 с.
- Воронцов И. М. Применение витамина "Д" в педиатрической практике : Метод. рекомендации. — ЛПМИ. — Л., 1986. — 8 с.
- Воронцов И. М., Иванов Р. С. Ювенильный хронический артрит и ревматоидный артрит у взрослых : Метод. пособие / Под ред. И.М. Воронцова, Р.С. Иванова. — ЛПМИ. — СПб., 1987. — 80 с.
- Воронцов И. М., Коровин А. М. Анатомо-физиологические особенности, методы исследования и семиотика поражений нервной системы у детей : Учебно-метод. пособие для студентов 3-6-х курсов. — ЛПМИ. — Л., 1988. — 82 с.
- Алексеев Н. А., Воронцов И. М., Калмыкова Е. А. Лейкозы у детей : Учебно-метод. пособие. — ЛПМИ. — Л., 1988. — 82 с.
- Алексеев Н. А., Воронцов И. М. Лейкозы у детей / 2-е изд., доп. и перераб. — Л.: Медицина. Ленингр. отд-ние, 1988. — 247 с.
- Воронцов И. М., Маталыгин О. А. Пищевая аллергия у детей : (Профилактика, раннее распознавание и лечение). — Л.: Медицина. Ленингр. отд-ние, 1990. — 31 с. — (В помощь лектору / О-во "Знание" РСФСР, Ленингр. орг.).
- Воронцов И. М., Беленький Л. А. Закаливание детей с применением интенсивных методов : Метод. рекомендации. — ЛПМИ. — Л., 1990. — 27 с.
- Воронцов И. М. К обоснованию некоторых методологических и частных подходов для формирования валеологических концепций в педиатрии и педологии /  «Методология и социология педиатрии: Сб. науч. трудов». — ЛПМИ. — СПб., 1991. — С. 8—27.
- Парийская Т. В., Грысык Е. Е. Врожденные пороки сердца у детей : Учеб. пособие / Под ред. И. М. Воронцова. — ЛПМИ. — СПб., 1991. — 85 с.
- Педиатрия : Руководство : [В 8 кн.] / Под ред. Р.Е. Бермана, В.К. Вогана; Пер. с англ. под ред. [и с предисл.] И.М. Воронцова. - 2-е изд., перераб. и доп. — М.: Медицина, 1991.
- Воронцов И. М., Кельмансон И. А., Цинзерлинг А. В. Синдром внезапной смерти детей первого года жизни : Учебно-метод. пособие. — ЛПМИ. — СПб., 1992. — 83 с.
- Воронцов И. М., Иванова Т. И., Шаповалов В. В. Автоматизированные системы многопрофильной ранней диагностики детских заболеваний : Учебно-метод. пособие. — ЛПМИ. — СПб., 1993. — 30 с.
- Воронцов И. М., Фатеева Е. М., Хазенсон Л. Б. Естественное вскармливание детей. — ЛПМИ. — СПб., 1993. — 198 с.
- Фатеева Е. М., Воронцов И. М. Современная концепция естественного вскармливания. — Вопросы питания. — 1996, № 5. — С. 35—40.
- Воронцов И. М., Маталыгин О. А. Диагностика и диетотерапия пищевой аллергии у детей. — СПб., 1996. — 44 с. — ISBN серия= В помощь лектору / О-во "Знание" РСФСР, Ленингр. орг..
- Воронцов И. М., Кельмансон И. А., Цинзерлинг А. В. Синдром внезапной смерти грудных детей. — СПб.: Спец. лит., 1997. — 220 с.
- Воронцов И. М. Конституция и проблемы переходного питания в преддошкольном возрасте. — Педиатрия. — ., 1997, № 3. — С. 59—64.
- Воронцов И. М. Диетология развития - важнейший компонент профилактической педиатрии и валеологии детства. — Педиатрия. — ., 1997, № 3. — С. 57—59.
- Фатеева Е.М., Воронцов И. М. Актуальные проблемы естественного вскармливания. — Педиатрия. — ., 1997, № 1. — С. 38—41.
- Раскина Н.А., Шаповалов В.В., Воронцов И. М. АСПОН-Дт (версия 4.3) - базовая автоматизированная система для профилактических обследований детей. — Terra medica. — ., 1997, № 4. — С. 28—30.
- Воронцов И. М., Фатеева Е. М. Естественное вскармливание детей. Его значение и поддержка : (Учеб. пособие для студентов и врачей). — СПб.: Фолиант, 1998. — 262 с.
- Воронцов И. М. Педиатрические аспекты пищевого обеспечения женщин при подготовке к беременности и при её врачебном мониторинге. — Педиатрия. — ., 1999, № 5. — С. 87—92.
- Мазурин А. В., Воронцов И. М. Пропедевтика детских болезней : учебник для студентов мед. ВУЗов / Изд. 2-е изд., доп., расшир. и перераб. — СПб.: Фолиант, 1999, 2001. — 924 с. — (Учебная литература для студентов высших медицинских учебных заведений . Педиатрический факультет).
- Шаповалов В. В., Иванова Т. И., Иориш А. Е., Миронова Л. И., Рожнов М. Д., Воронцов И. М. Значение компьютерных технологий в профилактической педиатрии. — Российский вестник перинатологии и педиатрии. — 1999, № 4. — С. 7—13.
- Воронцов И. М. Здоровье и нездоровье ребенка как основа профессионального мировоззрения и повседневной практики детского врача. — Российский педиатрический журнал. — 1999, № 2. — С. 6—13.
- Шварц Е. И., Васина В. И., Образцова Г. И., Талалаева Е. И., Воронцов И. М. Распространенность дислипидемий среди детей и подростков в г. Санкт-Петербурге. — Педиатрия. — ., 1999, № 2. — С. 90—94.
- Воронцов И.М. «Педиатрия ма́ксима» и составляющие детского здоровья. // Образование здоровьесберегающее. Материалы научно-практических семинаров 6 ноября 2001 и 11 января 2002 года. — СПб., 2002. — С. 53—58.
- Воронцов И. М. Ревматизм у детей: старое и новое Лекция для врачей. — Лечащий врач. — ., 2003, № 2. — С. 66—70.
- Воронцов И. М. Здоровье детей, пути его обретения и утраты. — Новые Санкт-Петербургские врачебные ведомости. — ., 2005, № 3. — С. 60—65.
- Шаповалов В. В., Маталыгина О. А., Воронцов И. М. Эволюция автоматизированной системы профилактических осмотров детей в автоматизированный комплекс для диспансерных обследований. — Медицинская техника. — ., 2005, № 3. — С. 18—21.
- Воронцов И. М., Шаповалов  В. В., Шерстюк Ю. М. Здоровье. Опыт разработки и обоснование применения автоматизированных систем для мониторинга и скринирующей диагностики нарушений здоровья. / под науч. ред. В. В. Шаповалова. — СПб.: Коста, 2006. — 429 с.
- Воронцов И. М. Новые возможности профилактического и лечебного питания - диетология продуктов козьего молока. — Поликлиника. — 2007, № 1. — С. 35—36.
- Мазурин А. В., Воронцов И. М. Пропедевтика детских болезней : учебник для студентов. / Изд. 3-е, доп. и перераб. — СПб.: Фолиант, 2009. — 883 с. — (учебник для студентов учреждений высшего профессионального образования, обучающихся по дисциплине "Пропедевтика детских болезней" по специальностям 060103.65 "Педиатрия", 060101.65 "Лечебное дело" и 060104.65 "Медико-профилактическое дело").
- Воронцов И. М. и др. Руководство по применению автоматизированных технологий скрининг диагностики нарушений здоровья детей в образовательных учреждений / М-во здравоохранения и социального развития Рос. Федерации, М-во образования и науки Рос. Федерации, С.-Петерб. педиатр. мед. акад. / под ред. А. А. Баранова, В. Р. Кучмы. — М., СПб., 2010. — 77 с.
- Воронцов И. М., Самарина В. П. История развития ребенка  изд. 13, дополненное. — СпецЛит, 2014.

## Награды и признание
- орден Трудового Красного Знамени;
- премия Правительства СССР;
- Заслуженный деятель науки Российской Федерации;
- Нагрудный знак «Отличнику здравоохранения»;
- Медали ВДНХ;
- международная премия «Профессия — жизнь» в номинации «Выдающийся наставник»[35]

## Память
- Решением Учёного совета Академии с 1 апреля 2008 года кафедре педиатрии факультета повышения квалификации и профессиональной переподготовки с курсами детской кардиологии, ревматологии и нефрологии присвоено имя профессора Игоря Михайловича Воронцова[36] (ныне кафедра детских болезней ФП и ДПО[37];
- Мемориальная доска в память того, что в этих стенах в период с 1966 по 2007 гг. трудился профессор Игорь Михайлович Воронцов, установлена в Санкт-Петербурге на фасаде детской городской больницы № 2 святой Марии Магдалины[38].
- Начиная с 2007 г. в феврале в Санкт-Петербурге проходит ежегодная научная конференция «Воронцовские чтения», посвященная памяти профессора Игоря Михайловича Воронцова.

### Коллеги и ученики об Игоре Михайловиче Воронцове
Заведующая клиникой Л. Н. Михальчук:

 «Воспоминания о любом человеке представляют ценность как свидетельство о времени и нравах. Если оценивать время по результатам творческой и практической деятельности этого человека, то покажется, что прошла целая вечность». 
Профессор Н. П. Шабалов:

 «Чем талантливее человек, тем больше в нём сохранилось из детства. Игорь Михайлович сохранил очень многие из детских черт: способность любить окружающих, умение удивляться, радоваться любым проявлениям жизни, запоминать и учиться, восхищаться красотой». 
Профессор В. Г. Часнык:

 «Аналитический склад его ума, в сочетании с очень богатым клиническим опытом, приобретенным за многие годы практической работы, позволяли Игорю Михайловичу предлагать нестандартные решения во всем — в построении классификации ревматических заболеваний у детей, в оптимизации режимов питания ребёнка, в решении проблемы нормы и патологии». 
Доцент А. В. Харчев:

 «Авторитет Игоря Михайловича был настолько велик, что только лишь его огорчение от того, что коллеги могут чего-то не знать, заставляло молодых докторов постоянно учиться….Мы стали считать, что Учитель будет всегда, всегда поможет советом и делом, всегда будет здоров. Даже во время болезни, как бы не было тяжело, Игорь Михайлович продолжал консультировать врачей и пациентов. Только теперь, как все непослушные дети, начинаешь понимать пустоту в отсутствии нравственно близкого человека». 
Профессор Г. А. Новик:

 «Клинические обходы превращались в огромный поток информации, преломленный к конкретному случаю. Ощущение „момента истины“ у постели больного, когда ты блуждаешь в диагностических поисках и не можешь создать цельную картину и вдруг, как по мановению волшебной палочки, все становится ясно и просто,- это незабываемое ощущение…. Всегда останется чувство сожаления, что жизнь так мало подарила часов и минут общения с Учителем. Утрата Ученого, Врача, Человека такого масштаба невосполнима. Идеи Игоря Михайловича Воронцова ещё долгие годы будут путеводной звездой для многих в мире науки и врачевания». 
Доцент Н. М. Летенкова:

 "О прекрасных планах и блестящих перспективах говорил этот человек слабым голосом. До конца жизни сохранил он ясный ум. Тело отказалось служить, а голова работала! Как тяжело ему было в последние недели жизни и как мужественно он все переносил знают только те, кто был с ним рядом… Очень хотелось ему помочь! Очень!… ". 
Б. М. Бальсон MD:

 «Он не жил ради будущих литых монументов, не очень верил ни в горячие сердца, ни в холодные головы и тем более не мыслил себя в качестве образца для подражания. Но памятник себе он воздвиг. Самый прочный и стойкий. И никакая петля никогда не своротит его монумента, где бы он ни находился. Потому что это памятник из тысяч жизней. Тысяч спасенных ребятишек». 
…и последняя цитата:

 «…пример самой его жизни, самой личности Учителя, безусловно, оказывал основное, самое главное формирующее воздействие. Это было то, что не требовало никаких комментариев, никакой аргументации или призывов к подражанию. Жизнь — служение, наполненная десятилетиями ровного, насыщенного, прекрасно организованного и отсюда всегда результативного труда. Человек, сумевший создать в себе такой прочный, чистый и прекрасный сплав из труда, таланта и служения высокому долгу, имел полное право на тот непререкаемый авторитет, любовь и уважение, которыми пользовался при жизни и которые всегда будут связаны с памятью о нём… Именно эта врачебная страстность, это профессиональное подвижничество были и будут сущностью его влияния на молодежь и на всех нас». 

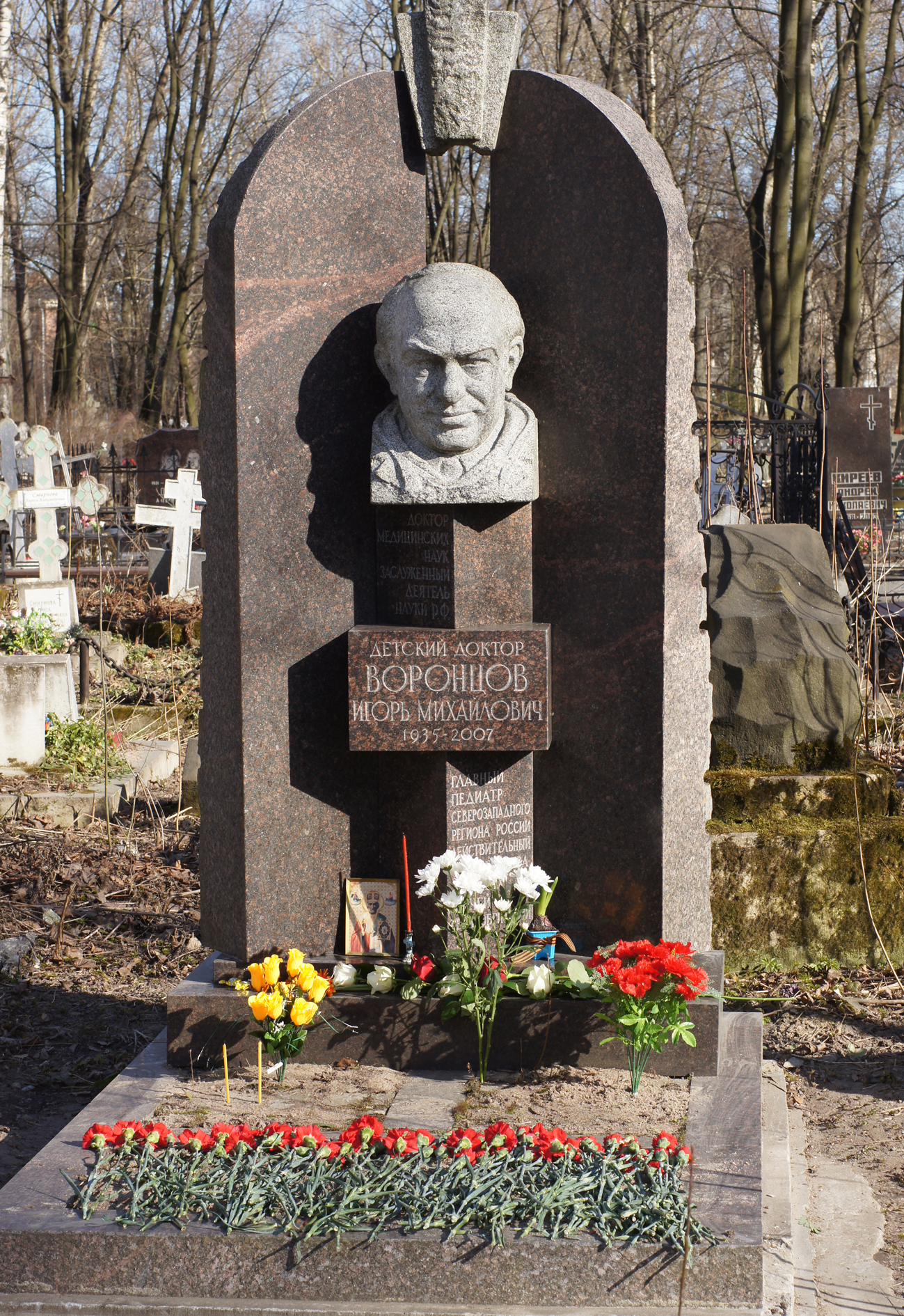
Могила профессора И. М. Воронцова на Волковском кладбище Санкт-Петербурга. (59°54′3″ с. ш., 30°21′16″ в. д. Между храмом и Весовой дорожкой)

Это слова об академике А. Ф. Туре принадлежат его ученику И. М. Воронцову. Нет сомнения, что спустя десятилетия каждый из его друзей и учеников подпишется под ними, адресуя их на этот раз самому Игорю Михайловичу.

### Завещание Учителя
"Вера и научная медицина ни в какой степени не исключают друг друга…. Духовный христианский или православный базис выступает здесь прежде всего в укреплении в добра и совести для целителя, и в укреплении в надежды на исцеление больного и его семьи. Выполнение же долга добра и врачевания для педиатра и христианина должно быть освящено светом и разумом большой науки, трудом по её постижению, опытом её приложения к больному. Надо, чтобы право на такие выражения веры, как «На все Божья Воля», «Бог дал — Бог взял» для врача всегда оставались такими словами, которые он скажет после слов: «Видит Бог, я, действительно сделал всё что мог».— Воронцов И. М. Актовая речь «Онтогенез педиатрии и зарождение онтогенетической педиатрии». 1995 г.

 «Педиатрия как медицинская дисциплина радикально отлична от медицины взрослых, так как представляет собой сочетание медицины болезней и медицины развития. Суть педиатрии как медицины развития можно свести к четырём большим разделам: защита, обеспечение, адекватная стимуляция, контроль и ранняя коррекция отклонений в развитии. Именно в педиатрии развития лежат ключи к предупреждению хронических заболеваний взрослого периода жизни, к формированию высоких свойств интеллекта, разносторонних способностей и потенциального долголетия».— Воронцов И. М., 2006 г.
Что такое педиатрия?

"Педиатрия — это не только сумма профессиональных мер и усилий по формированию, сбережению и восстановлению здоровья маленьких пациентов, но и напряженный процесс обучения и наставничества по созданию у самих детей и их родителей устойчивых стереотипов поведения гарантирующих долгосрочное сохранение здоровья. Необходим государственный программный комплекс «Восхождение к здоровью».— Воронцов И. М., 2006 г.

«Педиатрия — это использование профессиональных знаний для утверждения гражданской детозащитной позиции в жизни, социальной политике и законодательстве любого уровня»— Воронцов И. М., 2006 г.

«Педиатрия — это максимальная полнота индивидуального и коллективного объёма профессиональных знаний и опыта в обосновании конкретных мер медицинской защиты и помощи и их сугубо персонифицированного по стратегии и тактике, с максимальной любовью, максимальным щажением и минимальным риском негативных последствий для здоровья применения к этой бесценной, единственной во всем мироздании, самой особенной и самой замечательной детской личности по имени…».— Воронцов И. М., 2006 г.

«Педиатрия — это медицина детства» — Воронцов И. М., 2006 г.
Что такое детство?

«Детство — это ограниченное пространство времени от зачатия до завершения созревания, в котором сосредоточены процессы развития и формирования относительно устойчивых фенотипических свойств, особенностей и функциональных возможностей человека, то есть всей совокупности соматических, нравственно-психологических и интеллектуальных основ личности предопределяющих его здоровье, сроки и качество жизни, эффективность выполнения социальной и биологической роли в семье, этническом или общечеловеческом сообществе».— Воронцов И. М., 2006 г.

«Реакции на факторы окружения у ребёнка имеют другую биологическую сущность и глубину по сравнению со взрослыми. Расширяется круг мишеней для повреждающих факторов. Если у взрослого это — клетки, ткани и их функции, то у ребёнка все то же самое, но в более тяжелой степени. И плюс мишенью становятся сами интенсивные процессы развития, которые являются наиболее сенситивными и ранимыми. Их повреждения („альтерации или модификации“) могут быть выявлены иногда только через отдаленные сроки, в более поздние периоды жизни. Этот латентный период можно назвать „онтогенетическим интервалом“».— Воронцов И. М., 2006 г.
(все цитаты подобраны профессором Н. П. Шабаловым для доклада «История отечественной педиатрии»)